# غرايم فيريرا
غرايم فيريرا (10 أبريل 1977 بهراري في زيمبابوي - )  (بالإنجليزية: Graeme Ferreira)‏ هو لاعب كريكت زيمبابوي. لعب مع Matabeleland cricket team ‏.

## وصلات خارجية
- غرايم فيريرا على موقع إي آس بي آن كريك إنفو (الإنجليزية)